# Taraban (Larangan)
Taraban is een bestuurslaag in het regentschap Pamekasan van de provincie Oost-Java, Indonesië. Taraban telt 1360 inwoners (volkstelling 2010).